# Israel Bak
Yisrael Bak (hebraico: ישראל ב"ק) (1797, Berdichev - novembro de 1874, Jerusalém) (também chamado pelo sobrenome iídiche Drucker, que significa "impressor") foi um impressor, editor e figura pública no Antigo Yishuv na Terra de Israel no século XIX. Ele reviveu a impressão hebraica na Terra de Israel após um hiato de mais de duzentos anos e estabeleceu a primeira gráfica hebraica em Jerusalém.    

## Safed e a Galileia
Yisrael Bak nasceu em Berdichev, Ucrânia, em 1797. Aos 19 anos, ele abriu uma gráfica hebraica, que funcionou por 9 anos. Ele deixou a Ucrânia em 1831 para evitar o recrutamento de seu filho Nissan, e imigrou para a Terra de Israel, levando consigo uma prensa de impressão. Ele se estabeleceu em Safed, onde abriu uma gráfica. Foi ferido durante o saque de Safed em 1834 e passou a mancar pelo resto da vida. Sua preciosa prensa de impressão foi seriamente danificada. Diz-se que ele também praticou medicina, embora não a tenha estudado de forma convencional, mas quando o governador egípcio do país, Ibrahim Pasha, adoeceu, Bak o ajudou em sua recuperação.
Em 1834, estabeleceu uma fazenda e uma colônia no Monte Jermak (atual Monte Meron), com autorização do governador. Foi o primeiro assentamento estabelecido por imigrantes judeus na era moderna. Bak confiou ao seu filho Nissan Bak a administração da fazenda em Jermak. Durante vários anos a fazenda foi bem-sucedida financeiramente e, de acordo com o testemunho de missionários de 1839, cerca de 15 pessoas viviam nela.
O terremoto em Safed em 1837 e a mudança de governo na Terra de Israel em 1840, após a Guerra Egípcio-Otomana (1839-1841), na qual Ibrahim Pasha foi removido, levaram ao fim do assentamento judaico em Jermak. Restos de edifícios e plantações ainda podem ser encontrados lá hoje, no local conhecido como Khirbet Bak (Ruína de Bak). O terremoto também destruiu o que restou da gráfica de Bak em Safed.

## Jerusalém
Após a destruição da fazenda agrícola em Jermak e da gráfica em Safed, Bak deixou a Galileia e mudou-se para Jerusalém. Um ano depois, em 1841, ele fundou a segunda gráfica hebraica em Jerusalém, precedida apenas pela gráfica da comunidade armênia, fundada cerca de uma década antes. Em 1843, Sir Moses Montefiore, que conheceu Bak em Safed, deu a Bak uma nova impressora chamada "Moshe e Yehudit", em homenagem a Montefiore e sua esposa Judith.
Em Jerusalém, Bak se juntou à comunidade hassídica e foi ativo na fundação da Sinagoga Hassídica Tiferet Yisrael no Bairro Judeu da Cidade Velha.
Como único impressor em Jerusalém, Bak deteve o monopólio da impressão em hebraico na cidade. No início da década de 1860, isso mudou, com o estabelecimento de uma gráfica concorrente por Yoel Moshe Salomon, Michal HaCohen e Yehiel Brill, que passou a imprimir o jornal Ha-Levanon.
Em 1863, Bak começou a publicar o jornal Havazeleth, com seu genro Israel Dov Frumkin. Foi publicado (intermitentemente) por mais de quarenta anos.

## Significado do sobrenome
De acordo com uma tradição familiar, o sobrenome Bak é formado pelas iniciais "Baal Koreh" בעל קורא (Leitor), uma posição que o pai da família, o rabino Avraham Bak, ocupava na sinagoga do rabino Levi Yitzchak de Berditchev. Outra tradição afirma que a origem do nome é uma abreviação de "Ben Kedoshim" בן קדושים (Filho dos Mártires) do nome de um dos ancestrais da família que foi morto por Kiddush Hashem. 